# Папенвер
Папенвер (нід. Papenveer) — село в нідерландській провінції Південна Голландія. Входить до муніципалітету Нюкоп.